# More than You Know (Blink-182)
More than You Know è un singolo del gruppo musicale statunitense Blink-182, pubblicato il 22 settembre 2023. La canzone è stata pubblicata a sorpresa insieme a One More Time.

## Tracce
Download digitale
Testi e musiche di Mark Hoppus, Tom DeLonge, Travis Barker, Aaron Rubin.
1. More than You Know – 3:37

## Formazione
Gruppo
- Mark Hoppus – voce, basso; songwriting
- Travis Barker – batteria, percussioni, voce; produzione e songwriting
- Tom DeLonge – voce, chitarra; songwriting

Produzione
- Nick Morzov – ingegneria della registrazione
- Kevin Bivona – ingegneria della registrazione
- Eric Emery – ingegneria della registrazione
- John Warren – ingegneria della registrazione
- Kevin Gruft – ingegneria della registrazione
- Aaron Rubin – ingegneria della registrazione
- Adam Hawkins – ingegneria del missaggio
- Henry Lunetta – assistente all'ingegneria del suono
- Randy Merrill – mastering